# Condylostylus villosus
Condylostylus villosus är en tvåvingeart som beskrevs av Octave Parent 1928. Condylostylus villosus ingår i släktet Condylostylus och familjen styltflugor.
Artens utbredningsområde är Costa Rica. Inga underarter finns listade i Catalogue of Life.